# クラスノゴルスク (撮影機)

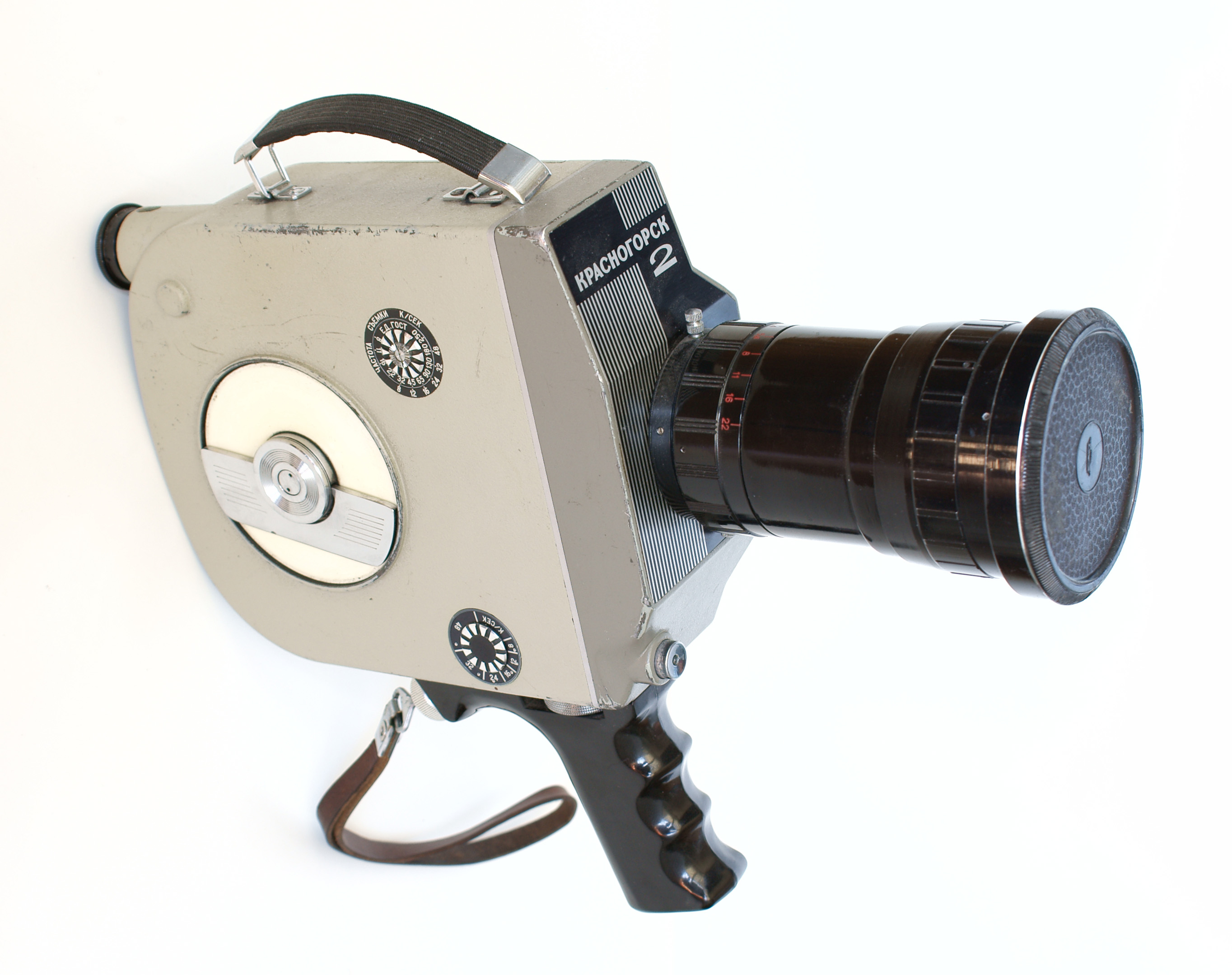
クラスノゴルスク2。

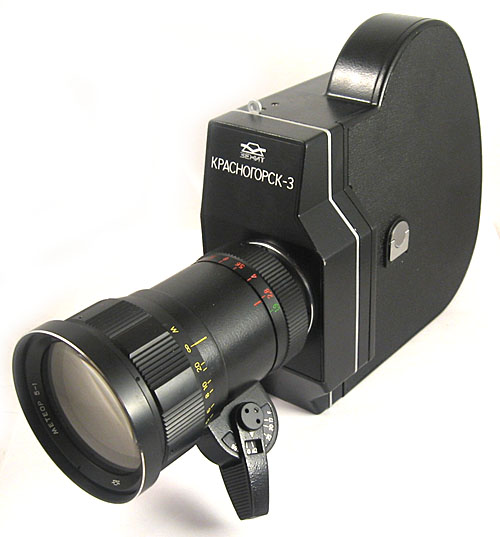
クラスノゴルスク3。

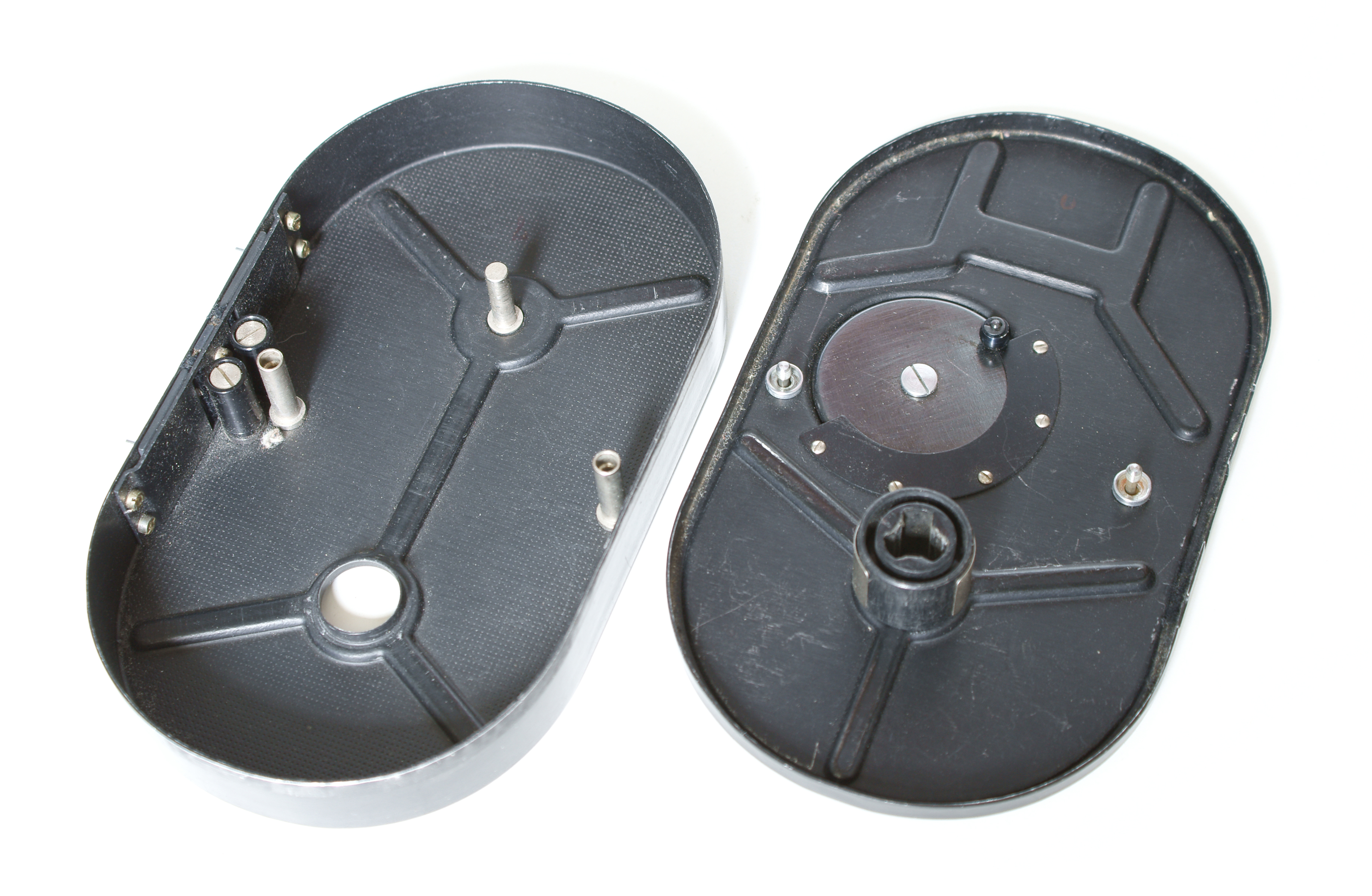
クラスノゴルスク1と2に付属するフィルムカセットを開いたところ（写真は2の付属物）。

クラスノゴルスク（ロシア語: Красногорск）は、ソビエト連邦（現在のロシア）のクラスノゴルスク機械工場（KMZ, 現在のS・A・ズヴェーレフ記念クラスノゴルスク工場）が、1965年（昭和49年）から1991年（平成3年）までの間に製造した16mmフィルムの映画用カメラ、付属品の製品ラインである。クラスノゴルスク・シリーズの典型的特徴は、時計仕掛けのモータードライヴであることと、シンプルで頑丈なTTL露出計が搭載されていることである。

## 略歴・概要
1965年という冷戦の時代、クラスノゴルスク機械工場（KMZ）の位置した、モスクワ郊外の工業都市クラスノゴルスクからその名を取る。小型映画のためのカメラであり、フィルムの回転を時計仕掛けを動力とし、電動モーターを使用しない16mmフィルム用カメラとしては、ベル&ハウエルのフィルモと共通している。同年、コダックはスーパー8を、富士フイルムはシングル8を発表している。
最初のクラスノゴルスク（以下クラスノゴルスク1）から共通するのは、シャッターの回転スピードは秒間8コマから秒間48コマまでの間（8/12/16/24/32/48）で設定が可能であり、通常設定である秒間24コマでは、ぜんまいのネジを1度巻ききると約25秒分（5 m (16 ft)）が撮れるということ、コマ撮りができるので、アニメーション撮影が可能であるということもある。クラスノゴルスク1と2は、付属するフィルムカセットに30.5 m (100 ft)の生フィルムを充填して、装填する。クラスノゴルスク1と2の筐体は白く、クラスノゴルスク3と4は黒であり、肩当てが付属している。いずれもパーフォレーションが片側・両側いずれに穿孔されていても、使用可能である。TTL露出計のみ水銀電池（РЦ-55, 15.6x12.5mm, 1.36ボルト - サイズH-2D並・電圧H-D並）で作動する。
クラスノゴルスク・シリーズのなかでも、1971年（昭和46年）から1989年（平成元年）にかけての間にもっとも広く製造されたのは、クラスノゴルスク3であり、現在の小型映画の世界でも、たびたび見かけられる機種である。鮮やかなズームレンズと、30.5 m (100 ft)のフィルムロールのためのマガジンを搭載する。
KMZは、2つのヴァージョンのクラスノゴルスク3を製造している。1つはM42レンズマウント、もう1つはロシア製のベヨネット・マウントを使用している。スクリュー・マウントには、35mmフィルム用スチルカメラのさまざまなレンズを転用できるようにした。ストックレンズは、クラスノゴルスク1では「ベガ7」「ミール11」と望遠の「ベガ9」レンズ、クラスノゴルスク2および3では望遠用に「メテオール5-1」を採用している。スチル写真用カメラのM42レンズマウントのレンズは、ペンタックス、カール・ツァイス、ゼニットなどがある。
現在では、16mmフィルムの機材としては安価であることから、アマチュア映画に極めて人気の高い撮影機である。幅広い付属品と活動的なユーザー・コミュニティが存在する。プロフェッショナルの世界においても、とくにクラスノゴルスク3は、テレビ局のニュース取材等のフィルム撮影に使用された。また『ゲット・オン・ザ・バス』（Get on the Bus, 1996年）を撮ったスパイク・リー、『アマチュア』（Camera Buff, 1979年）を撮ったクシシュトフ・キェシロフスキらが、左記に挙げたそれぞれの作品でクラスノゴルスクを使用した映画作家として知られる。スピン・ドクターズやスイサイダル・テンデンシーズのミュージック・ビデオの撮影にも、クラスノゴルスクが使用されていることが知られている。

## モデル
- クラスノゴルスク : 生産台数36,683台、ベガ7・ミール11・ベガ9望遠レンズ、1965年 - 1974年[1]
- クラスノゴルスク2 : 生産台数15,081台、メテオール5-1望遠レンズ、1966年 - 1977年[2]
- クラスノゴルスク3 : 生産台数105,435台、メテオール5-1望遠レンズ、1971年[3] - 1989年
- クラスノゴルスク4 : 生産台数不明、メテオール5-1望遠レンズ、1974年[5] - 1991年